# Palast der Unabhängigkeit (Minsk)

Palast der Unabhängigkeit (2015)

Der Palast der Unabhängigkeit (belarussisch Палац Незалежнасці Palaz Nesaleschnaszi bzw. russisch Дворец Независимости Dworez Nesawissimosti) ist ein Gebäude in der belarussischen Hauptstadt Minsk. Er befindet sich an der Siegerallee (belarussisch Праспект Пераможцаў Praspekt Peramoschzau bzw. russisch Проспект Победителей Prospekt Pobeditelei), neben dem Ausstellungszentrum BelExpo und dem Platz der Staatsflagge, nicht weit vom Siegespark entfernt.
Die Bauarbeiten für den Unabhängigkeitspalast begannen im Sommer 2011. Am 24. Oktober 2013 wurde das Gebäude in Betrieb genommen. Die Gesamtfläche des Palastes beträgt etwa 50.000 Quadratmeter. Er ist mit mehreren hundert Räumen ausgestattet.

## Funktion
Der belarussische Präsident Aljaksandr Lukaschenka äußerte bei der Einweihung, der Palast der Unabhängigkeit solle zum Hauptzentrum des souveränen Belarus werden. Er fuhr fort, der Palast sei zum Empfang ausländischer Delegationen, zu Ehrungen kinderreicher Eltern und Zeremonien für Aufnahme von Kindern in die Pionierorganisation gebaut worden. Das Gebäude sei keine Residenz des Präsidenten, es gebe lediglich ein Arbeitszimmer für das Staatsoberhaupt, und der Palast solle für die breite Öffentlichkeit zugänglich werden. Das Gebäude wurde jedoch nach seiner Fertigstellung stark bewacht und für die Öffentlichkeit geschlossen.

## Geschichte
Der Bau des Palastes der Unabhängigkeit war aufgrund der schlechten wirtschaftlichen Lage im Land Gegenstand heftiger Kritik. Präsident Lukaschenka versicherte, dass „kein einziger Cent“ aus dem Staatshaushalt in den Bau des Palastes der Unabhängigkeit investiert wurde, nannte jedoch keine Finanzierungsquellen. Unabhängigen Medien zufolge sind die Worte des Staatsoberhauptes nicht wahr. So wurden gemäß den Präsidialerlassen Nr. 75 vom 17. Januar 2012 und Nr. 126 vom 14. März 2013 rund 135 Mio. US-Dollar aus dem Staatshaushalt für den Bau des Palastes bereitgestellt. Später wurde bekannt, dass zusätzliche Mittel für den Bau vom Exekutivkomitee der Stadt Minsk zur Verfügung gestellt wurden.
Im Februar 2015 wurde im Palast der Unabhängigkeit das Abkommen Minsk II ausgehandelt, ein gescheiterter Maßnahmenkomplex zur Beendigung des Russisch-Ukrainischen Kriegs.
Im Rahmen der Proteste in Belarus 2020 demonstrierten am 23. August 2020 in Minsk über 200.000 Menschen. Als die Demonstranten am Palast der Unabhängigkeit vorbeimarschieren wollten, wurden sie von Polizeieinheiten blockiert. Staatsmedien zeigten daraufhin, wie Präsident Lukaschenka mit einem Helikopter die Stadt abflog und anschließend an die Residenz zurückkehrte, wo er mit einer schusssicheren Weste und einer Kalaschnikow ohne Magazin ausstieg. Zuvor sagte er, die Demonstrierenden würden „wegrennen, wie Ratten“. Begleitet wurde er dabei von seinem 15-jährigen Sohn Mikalaj, der im Kampfanzug und ebenfalls mit einem Gewehr erschien. Anschließend bedankte er sich bei den Sicherheitskräften, die angeblich einen Sturm auf die Residenz verhindert hätten.